# Pat Buckley (calciatore)
Pat Buckley (Leith, 12 agosto 1946) è un ex calciatore scozzese, di ruolo centrocampista.

## Biografia
Figlio di Lena e Paddy, anch'egli calciatore, aveva quattro fratelli: John, Graham, Kevin e Don.

## Carriera
Cresciuto nel Preston Athletic, inizia la carriera professionistica nel Third Lanark con cui ottiene il quattordicesimo posto nella Scottish Division One 1962-1963 ed un sedicesimo in quella seguente.
Nella stagione seguente passa agli inglesi del Wolverhampton, con cui retrocede in cadetteria. L'anno seguente ottiene il sesto posto finale mentre la stagione successiva, grazie al secondo posto ottenuto, viene promosso in massima serie. Chiude la First Division 1967-1968 al diciassettesimo posto finale.
Con i Wolves disputò l'unica edizione del campionato dell'United Soccer Association, lega che poteva fregiarsi del titolo di campionato di Prima Divisione su riconoscimento della FIFA, nel 1967: quell'edizione della Lega fu disputata utilizzando squadre europee e sudamericane in rappresentanza di quelle della USA, che non avevano avuto tempo di riorganizzarsi dopo la scissione che aveva dato vita al campionato concorrente della National Professional Soccer League; la squadra di Los Angeles fu rappresentata per l'appunto dal Wolverhampton. I "Wolves" vinsero la Western Division e batterono in finale i Washington Whips che erano rappresentati dagli scozzesi dell'Aberdeen.
Nel 1968 passa al retrocesso Sheffield United, con cui nella prima stagione ottiene il nono posto finale ed un sesto in quella seguente. Nella Second Division 1971-1972 ottiene la promozione in massima serie grazie al secondo posto ottenuto. Chiude la First Division 1971-1972 al decimo posto finale.
Nella stagione 1972-1973 passa al Rotherham United, nella terza serie inglese, con cui retrocede al termine del campionato.
Terminata l'esperienza nel Rotherham si trasferisce in Australia per giocare nel Pan-Hellenic.

## Palmarès
- Campionato statunitense di calcio: 1

Los Angeles Wolves: 1967